# John Mason (calciatore)
John Mason (Glasgow, 24 giugno 1953) è un ex calciatore scozzese naturalizzato statunitense di ruolo difensore.

## Carriera

### Club
Nella stagione 1975 viene ingaggiato dai L.A. Aztecs, franchigia della NASL, con cui raggiunge i quarti di finale, mentre la stagione seguente si fermò al primo turno dei play off. Nell'ultima stagione agli Aztecs raggiunse le semifinali playoff, perse contro i Seattle Sounders. Con gli Aztecs gioca anche nella North American Soccer League Indoor.
Nel 1978 passa alla franchigia dell'American Soccer League dei California Sunshine, con cui raggiunge le semifinali di divisione dei playoff per il titolo del torneo 1978.
Tra il 1982 ed il 1983 ha un'esperienza con i dilettanti del Torrance United.

### Nazionale
Nel 1976 ha giocato un incontro con la nazionale statunitense, fallendo le qualificazioni al campionato mondiale di calcio 1978.

## Statistiche

### Cronologia presenze e reti in Nazionale
| Cronologia completa delle presenze e delle reti in nazionale ― Stati Uniti | Cronologia completa delle presenze e delle reti in nazionale ― Stati Uniti | Cronologia completa delle presenze e delle reti in nazionale ― Stati Uniti | Cronologia completa delle presenze e delle reti in nazionale ― Stati Uniti | Cronologia completa delle presenze e delle reti in nazionale ― Stati Uniti | Cronologia completa delle presenze e delle reti in nazionale ― Stati Uniti | Cronologia completa delle presenze e delle reti in nazionale ― Stati Uniti | Cronologia completa delle presenze e delle reti in nazionale ― Stati Uniti |
| Data                                                                       | Città                                                                      | In casa                                                                    | Risultato                                                                  | Ospiti                                                                     | Competizione                                                               | Reti                                                                       | Note                                                                       |
| -------------------------------------------------------------------------- | -------------------------------------------------------------------------- | -------------------------------------------------------------------------- | -------------------------------------------------------------------------- | -------------------------------------------------------------------------- | -------------------------------------------------------------------------- | -------------------------------------------------------------------------- | -------------------------------------------------------------------------- |
| 24-9-1976                                                                  | Vancouver                                                                  | Canada                                                                     | 1 – 1                                                                      | Stati Uniti                                                                | Qual. Mondiali 1978                                                        | -                                                                          |                                                                            |
| Totale                                                                     |                                                                            | Presenze                                                                   | 10                                                                         |                                                                            | Reti                                                                       | 0                                                                          |                                                                            |